# فرودگاه اروفلکس–اندوور
فرودگاه اروفلکس-اندوور (به انگلیسی: Aeroflex-Andover Airport) یک فرودگاه همگانی بهره‌برداری هوایی است که یک باند فرود آسفالت دارد و طول باند آن ۶۰۴ متر است. این فرودگاه در کشور ایالات متحده آمریکا قرار دارد و در ارتفاع ۱۷۸ متری از سطح دریا واقع شده‌است.